# Сакдриони (Цалкский муниципалитет)
Сакдриони (груз. საყდრიონი, до 2010 года — Едикилиса) — село в Грузии, на территории Цалкского муниципалитета края (мхаре) Квемо-Картли.

## География
Село находится в юго-восточной части Грузии, на правом берегу реки Храми, на расстоянии приблизительно 12 километров (по прямой) к западу от города Цалка, административного центра муниципалитета. Абсолютная высота — 1548 метров над уровнем моря.

## Население
По результатам официальной переписи населения 2014 года в Сакдриони проживало 567 человек (301 мужчина и 266 женщин). В национальной структуре населения грузины составляли 97 %, греки — 2,5 %.
| Год  | Население, человек |
| ---- | ------------------ |
| 2002 | 351                |
| 2014 | ↗ 567              |